# Albert Micallef
Albert Micallef (* 23. November 1958) ist ein ehemaliger maltesischer Radrennfahrer.

## Sportliche Laufbahn
Micallef war Teilnehmer der Olympischen Sommerspiele 1980 in Moskau. Im Mannschaftszeitfahren kam der Vierer aus Malta mit Joseph Farrugia, Albert Micallef, Carmel Muscat und Alfred Tonna auf den 20. Rang und belegte damit den letzten Platz im Rennen. Im olympischen Straßenrennen schied er aus.